# Вотчинский Кунер
 Вотчинский Кунер  — опустевшая деревня в Санчурском муниципальном округе Кировской области.

## География
Расположена на расстоянии примерно 13 км по прямой на восток-северо-восток от райцентра поселка Санчурск.

## История
Была известна с 1891 года, в 1905 здесь (деревня Кунерь) было дворов 44  и жителей 284, в 1926 (Кунер) 63 и 311, в 1950 (уже Вотчинский Кунер) 73 и 253, в 1989 оставалось 12 жителей . с 2006 по 2019 год входила в состав Матвинурского сельского поселения.

## Население
Постоянное население составляло 9 человек (русские 100%) в 2002 году, 0 в 2010.

## Известные уроженцы
Маклыгин Александр Львович (род. 1954) — советский и российский композитор, музыковед, доктор искусствоведения, профессор. Основоположник методики обучения музыки через импровизацию в России, исследователь музыкального искусства народов Среднего Поволжья. Проректор по научно-исследовательской работе (2007—2015), заведующий кафедрами (с 1988), профессор Казанской государственной консерватории имени Н. Г. Жиганова. Заместитель председателя Союза композиторов Республики Татарстан (1999—2019). Заслуженный работник высшей школы Российской Федерации (2010). Заслуженный деятель искусств Республики Татарстан (2004) и Республики Марий Эл (1994). Лауреат Премии Правительства Российской Федерации в области культуры (2005).